# Káto Lapsísta
Káto Lapsísta (Kato Lapsista) är en ort i Grekland.   Den ligger i prefekturen Nomós Ioannínon och regionen Epirus, i den nordvästra delen av landet, 300 km nordväst om huvudstaden Aten. Káto Lapsísta ligger 475 meter över havet och antalet invånare är 364.
Terrängen runt Káto Lapsísta är varierad. Runt Káto Lapsísta är det ganska tätbefolkat, med 52 invånare per kvadratkilometer. Närmaste större samhälle är Ioánnina, 12,9 km sydost om Káto Lapsísta. Trakten runt Káto Lapsísta består till största delen av jordbruksmark.